# Drymobius
Drymobius es un género de serpientes que pertenecen a la familia Colubridae. Su área de distribución incluye México, América Central y el noroeste de Sudamérica.

## Taxonomía
Se reconocen las siguientes especies:
- Drymobius chloroticus (Cope, 1886)
- Drymobius margaritiferus (Schlegel, 1837)
- Drymobius melanotropis (Cope, 1876)
- Drymobius rhombifer (Günther, 1860)